# The Hungover Games
The Hungover Games ist eine US-amerikanische Filmkomödie von Josh Stolberg aus dem Jahr 2014. Der Film parodiert unter anderem die Filme Die Tribute von Panem – The Hunger Games, Hangover, Lone Ranger, Thor, Ted und Carrie.

## Handlung
Die Freunde Bradley, Ed und Zach feiern mit ihrem Freund Doug dessen Junggesellenabschied. Völlig zugedröhnt erwachen sie im Jahr 2213 in einem Hotelzimmer, ohne den zukünftigen Bräutigam. Sie befinden sich bei den Hungover Games, einer Überlebensshow. Während die Teilnehmer dieser Show versuchen, sich gegenseitig umzubringen, suchen die drei nach ihrem Freund, um ihn rechtzeitig zu seiner Hochzeit zu bringen. Bei den Teilnehmern handelt es sich um Parodien auf diverse Figuren aus Film und Fernsehen. So gibt es einen homosexuellen Thor, Figuren aus Horrorfilmen, den Muppets ähnliche Puppen und diverse Charaktere, die von Johnny Depp gespielt wurden. Bei ihrer Suche werden sie von Katnip unterstützt, in die Ed sich verliebt. Nach und nach töten sich die Kontrahenten gegenseitig, auch Katnip kommt ums Leben. So bleiben nur die drei Freunde und Doug, der sich die Zeit über als Busch verkleidet hatte, übrig, als ihnen verkündet wird, dass nur einer überleben könne. Um die Spielleitung, ähnlich dem Ende in Die Tribute von Panem auszutricksen, schlucken die vier auf Anraten Zachs, der die Romanvorlage gelesen hat, giftige Beeren. Dies gelingt allerdings, woraufhin alle vier sterben. In der nächsten Szene erwachen die Freunde in dem Hotelzimmer, in dem sie den Junggesellenabschied gefeiert hatten, und halten alles für einen Traum. Bei der abschließenden Hochzeit von Doug erkennt Ed allerdings Katnip unter den Gästen. Der Film endet wie Hangover mit einer Clipshow von Partybildern.

## Hintergrund
The Hungover Games wurde hauptsächlich in Los Angeles gedreht. An der Filmproduktion waren die Filmproduktionsgesellschaften „Sense and Sensibility Ventures“ und „Silver Nitrate“ beteiligt, den Filmvertrieb hat Sony Pictures Entertainment übernommen. Ein erster Trailer erschien am 6. Dezember 2013. In den Vereinigten Staaten erschien der Film am 18. Januar 2014 und seit dem 27. März 2014 ist die Parodie in Deutschland zu kaufen.

## Trivia
- Der Filmtitel ist ein Mix aus den Filmen Die Tribute von Panem – The Hunger Games und Hangover.
- Der Filmanfang greift einen ähnlichen Handlungsstrang wie in der Filmkomödie Hangover auf.
- Die Rollennamen Bradley, Ed und Zach sind nach den Hauptdarstellern des Films Hangover, Bradley Cooper, Ed Helms und Zach Galifianakis, benannt. Nur der Rollenname des Bräutigams, Doug, ist gleich geblieben.
- Weitere Rollen wie Katnip (Jennifer Lawrence als Katniss), Justmitch (Woody Harrelson als Haymitch Abernathy), Effing White (Elizabeth Banks als Effie Trinket), Stephen A. Templesmith (Toby Jones als Claudius Templesmith), Liam (Liam Hemsworth als Gale Hawthorne) und Chineca Lame (Wes Bentley  als Seneca Crane) sind angelehnt an den Film Die Tribute von Panem – The Hunger Games. Die Rolle des President Snowbama ist eine Verknüpfung zwischen der Rolle President Snow (gespielt von Donald Sutherland) aus The Hunger Games und dem 44. US-amerikanischen Präsidenten Barack Obama.
- Der weitere Verlauf des Films bezieht sich auf die Handlung von Die Tribute von Panem – The Hunger Games, in der die Protagonisten aus einzelnen Distrikten um ihre Leben kämpfen. Diese Distrikte werden hier nicht mit Ziffern angegeben, sondern haben Namen wie „Superhelden Distrikt“, „Johnny Depp Distrikt“ und „Hausfrauen Distrikt“.
- Einige Rollen, die von Johnny Depp gespielt wurden, werden in einem eigenen Distrikt veralbert. So sieht man u. a. Willy Wanker alias Willy Wonka aus Charlie und die Schokoladenfabrik, Captain Jack alias Captain Jack Sparrow aus Pirates of the Caribbean und Tónto alias Tonto aus Lone Ranger.
- Aus dem „Superhelden Distrikt“ kommen u. a. der schwule Thor und Kaptain Kazakhstan, der aussieht wie Captain America.
- Aus dem „Puppy-Distrikt“ kommt u. a. Teddy, ein sprechender Teddybär ähnlich wie aus den Filmen Ted und Carrie.
- Jack Sparrows deutscher Synchronsprecher Marcus Off aus Fluch der Karibik 1–3 spricht hier ebenfalls Jack.
- Caitlyn Jenner wird in den Credits im Abspann noch mit ihrem früheren Namen Bruce Jenner genannt. Der Grund dafür ist, dass der Film bereits im Jahr 2014 erschien, Jenner sich aber erst im April 2015 als Transfrau outete und sie auch erst seit Juni 2015 ihren weiblichen Vornamen verwendet.

## Kritiken
„Die gähnend langweilige, unlustige Plotte arbeitet sich quer durch die Kinogeschichte der letzten Jahre. Ihre Möglichkeiten aber nutzt sie nicht. Schillernde Figuren wie Thor, Django, Captain Jack Sparrow oder auch die Muppets böten mehr Potenzial als für debile Gags wie hier. – Völlig verkatert und nicht zum Lachen.“